# Ненад Новковски
Нѐнад Но̀вковски (на македонска литературна норма: Ненад Новковски) е политик от Северна Македония.

## Биография
Роден е на 14 май 1958 година в град Крива паланка. През 1976 година влиза във Факултета по физика на Скопския университет. След като завършва през 1980 година става асистент по физика на твърдото тяло в същия факултет. Между 1981 и 1983 година учи във Факултета по електротехника на Белградския университет. През 1985 година завършва магистратура. През 1996 година става извънреден професор в Института по физика. На 30 ноември 1998 година е назначен за министър на образованието, пост на който остава до декември 1999 година, когато е назначен за министър на науката. През ноември 2000 година става министър на образованието и науката.